# Josia (geslacht)
Josia is een geslacht van vlinders van de familie Tandvlinders (Notodontidae), uit de onderfamilie Dioptinae.

## Soorten
- J. abrupta Hübner, 1806
- J. ampliflava Warren, 1901
- J. andosa Druce, 1911
- J. angulosa Walker, 1854
- J. annulata Dognin, 1909
- J. aperta Warren, 1905
- J. ariaca Druce, 1885
- J. attenuata Warren, 1901
- J. auriflua Walker, 1864
- J. aurifusa Walker, 1854
- J. aurimutua Walker, 1854
- J. banana Warren, 1901
- J. brevifascia Prout, 1918
- J. bryce Walker, 1854
- J. cercostis Walker, 1854
- J. coatepeca Schaus, 1889
- J. constricta Warren, 1901
- J. consueta Walker, 1854
- J. cruciata Butler, 1875
- J. discipuncta Hering, 1928
- J. dognini Hering, 1925
- J. dorsivitta Walker, 1854
- J. draconis Druce, 1885
- J. ena Boisduval, 1870
- J. enoides Boisduval, 1870
- J. esoterica Prout, 1918
- J. eterusialis Walker, 1864
- J. flavissima Walker, 1854
- J. flexuosa Hering, 1925
- J. fluonia Druce, 1885
- J. fornax Druce, 1885
- J. frigida Druce, 1885
- J. fusigera Walker, 1864
- J. fustula Warren, 1901
- J. gephyra Hering, 1925
- J. gigantea Druce, 1885
- J. gopala Dognin, 1891
- J. ignorata Hering, 1925
- J. ilaire Druce, 1885

- J. infans Walker, 1856
- J. infausta Hering, 1925
- J. insincera Prout, 1918
- J. interrupta Warren, 1901
- J. jordani Hering, 1925
- J. latifascia Prout, 1920
- J. latistriga Hering, 1925
- J. lativitta Walker, 1869
- J. ligata Walker, 1864
- J. ligula Hübner, 1805
- J. longistriga Warren, 1904
- J. megaera Fabricius, 1787
- J. mononeura Hübner, 1805
- J. morena Warren, 1906
- J. oribia Druce, 1885
- J. patula Walker, 1864
- J. podarce Walker, 1854
- J. radians Warren, 1905
- J. repetita Warren, 1905
- J. rosea Hering, 1925
- J. similis Hering, 1925
- J. simplex Walker, 1856
- J. striata Druce, 1885
- J. subcuneifera Dognin, 1902
- J. tamara Hering, 1925
- J. tegyra Druce, 1899
- J. tenuivitta Butler, 1878
- J. tessmanni Hering, 1925
- J. vittula Hübner, 1823